# Breed the Killers
Breed the Killers é o terceiro álbum de estúdio da banda Earth Crisis, lançado a 8 de Setembro de 1998.
| Críticas profissionais                                                      | Críticas profissionais |
| Avaliações da crítica                                                       | Avaliações da crítica  |
| Fonte                                                                       | Avaliação              |
| --------------------------------------------------------------------------- | ---------------------- |
| allmusic                                                                    | [ 2 ]                  |
| Esta tabela precisa de ser acompanhada por texto em prosa. Consulte o guia. |                        |

## Faixas
1. "End Begins" – 3:10
2. "Filthy Hands To Famished Mouths" – 2:59
3. "Breed The Killers" – 3:50
4. "Wither" – 3:20
5. "Ultramilitance" – 4:43
6. "Into The Fray" – 3:16
7. "One Against All" – 4:19
8. "Drug Related Homicide" – 2:45
9. "Overseers" – 3:13
10. "Death Rate Solution" – 3:06
11. "Unvanquished" – 3:40
12. "Ecocide" – 3:19

Faixas bónus (ao vivo)
1. "No Allegiance" - 2:51
2. "Standing Corpses" - 3:39

## Desempenho nas paradas musicais
| Parada musical (1998)            | Posição |
| -------------------------------- | ------- |
| Estados Unidos - Top Heatseekers | 43      |

## Créditos
- Karl Buechner - Vocal
- Scott Crouse - Guitarra
- Eric Edwards - Guitarra
- Bulldog - Baixo
- Dennis Merrick - Bateria
- Screaming Lord Sneap - Guitarra adicional em "Ultramilitance"
- Robb Flynn de Machine Head - Vocal adicional em "One Against All"